# Vassilikí Arvaníti
Vassilikí Arvaníti (grec moderne : Βασιλική Αρβανίτη), née le 17 mars 1985 à Athènes, est une joueuse de beach-volley grecque. Elle a notamment été championne d'Europe en 2005 et en 2007.

## Palmarès

### Jeux olympiques d'été
- Atteint les huitièmes de finale des Jeux olympiques de 2004 à Athènes avec Thália Koutroumanídou
- Est éliminée au premier tour des Jeux olympiques de 2008 à Pékin avec Vaso Karadasiou
- Est éliminée au premier tour des Jeux olympiques de 2012 à Londres avec Maria Tsiartsiani

### Championnats du monde
- 17e en 2003
- 9e en 2005
- 9e en 2007
- 9e en 2009
- 17e en 2011

### Championnats d'Europe
- Médaille d'or avec Vasso Karantasiou en 2005 à Moscou (Russie)
- Médaille d'or avec Vasso Karantasiou en 2007 à Valence (Espagne)
- Médaille d'argent avec Maria Tsiartsiani en 2012 à Scheveningen (Pays-Bas)[1]
- 19e en 2003
- 9e en 2004
- 7e en 2008
- 9e en 2010
- 17e en 2011